# Parafia św. Mikołaja w Pawłowie
Parafia Świętego Mikołaja w Pawłowie – parafia rzymskokatolicka znajdująca się w diecezji pelplińskiej, w dekanacie Rytel.
Proboszczem parafii od 2023 roku jest ks. Andrzej Maria Lemańczyk.

## Zasięg parafii
Do parafii należą wierni z miejscowości: Lipienice, Pawłówko oraz Racławki.